# Cordillera de Apaneca
Cordillera de Apaneca – wulkaniczne pasmo górskie w zachodnim Salwadorze, pomiędzy kompleksem wulkanicznym Santa Ana a granicą z Gwatemalą. Stanowi równoleżnikowy ciąg stratowulkanów z okresu plejstocenu i holocenu. Najwyższy szczyt pasma Cerro el Aguila wznosi się na wysokość 2036 m n.p.m.

## Formy wulkaniczne w paśmie Cordillera de Apaneca[2]
Stratowulkany
- Cerro El Aguila – 2036 m n.p.m.
- Cerro las Rana – 1970 m n.p.m.
- Cerro El Ojo de Agua de la Virgen – 1966 m n.p.m.
- Cerro los Naranjos – 1961 m n.p.m.
- Cerro Cachio – 1841 m n.p.m.
- Cerro de Apaneca – 1831 m n.p.m.
- Laguna Verde – 1829 m n.p.m.
- Cerro de las Ninfas – 1760 m n.p.m.

Stożki
- Cerro La Cumbre – 1720 m n.p.m.
- El Cerrito – 1622 m n.p.m.
- Cuyotepe – ?

Kratery
- Laguna Seca de Ranas – 1800 m n.p.m.
- Laguna las Ninfas – 1640 m n.p.m.
- Hoyo de Cuajuste – 1500 m n.p.m.
- Concepción de Ataco – ?

Kopuły lawowe
- Cerro San Lazaro – 803 m n.p.m.
- Cerro Himalaya – ?